# Ermita de Santa Ana (Utrilla)
La Ermita de Santa Ana es una construcción religiosa situada en las afueras del casco urbano de Utrilla (Soria).
La ermita de Santa Ana, desde tiempos inmemoriales es centro de romería y devoción popular, posee un retablo de la titular fechable en el siglo XVII, de madera de pino. Hay seis lienzos y algunas tallas policromas. Una capilla adosada a cada lado de la ermita le confieren a vista de pájaro la forma de cruz característica de las iglesias y ermitas, actualmente la del lado Este,(de San Francisco), tiene derrumbado el tejado, y la del lado Oeste, da cobijo a los pasos de Semana Santa. En su lado Este posee una pequeña sacristía.